# Greg McCrary
Gregory Alonza McCrary (Griffin, Georgia, 24 de marzo de 1952 - Atlanta, Georgia, 9 de abril de 2013) fue un jugador de fútbol americano que jugaba en la posición de tight end en la National Football League participando en clubs como Atlanta Falcons, Washington Redskins y San Diego Chargers. 
Como jugador de fútbol universitario formó parte del Clark Atlanta University, fue seleccionado en la quinta ronda de la Draft de la NFL de 1975.
McCrary falleció el 9 de abril de 2013, después de sufrir un paro cardíaco el sábado 6 de abril de 2013.